# Herrera de Valdecañas
Herrera de Valdecañas is een gemeente in de Spaanse provincie Palencia in de regio Castilië en León met een oppervlakte van 27,56 km². Herrera de Valdecañas telt 145 inwoners (1 januari 2016).

## Demografische ontwikkeling
Bron: INE, 1857-2011: volkstellingen